# Motorový vůz 811 (1997)
Motorové vozy řady 811 Českých drah vznikly modernizací a remotorizací motorových vozů řady 810 v polovině 90. let 20. století. Na řadu 811 byly modernizovány dva vozy, které společně s dvěma přípojnými vozy řady 011 a jedním řady 014 (později řada 016) tvořily zkušební prototypovou soupravu. V roce 2020 byla představena nová verze řady 811.

## Modernizace
Řada 811 sdílí s vozy původní řady 810 většinu technických parametrů. Vyměněn byl především motor (nově LIAZ M 1.2B ML 636 F), převodovka a řídicí systém. Modernizován byl částečně i interiér vozidla, kam byly dosazeny čalouněné sedačky s opěrkou hlavy a tónovaná skla. Vozy byly rovněž upraveny pro prodej jízdenek strojvedoucím, dveře do obou kabin strojvedoucího byly opatřeny okénkem podle vzoru vozů řady 809. Nedlouho po rekonstrukci byl vyměněn řídicí systém, neboť ten původně dosazený při modernizaci byl značně poruchový a atypický.

## Vývoj, výroba a provoz

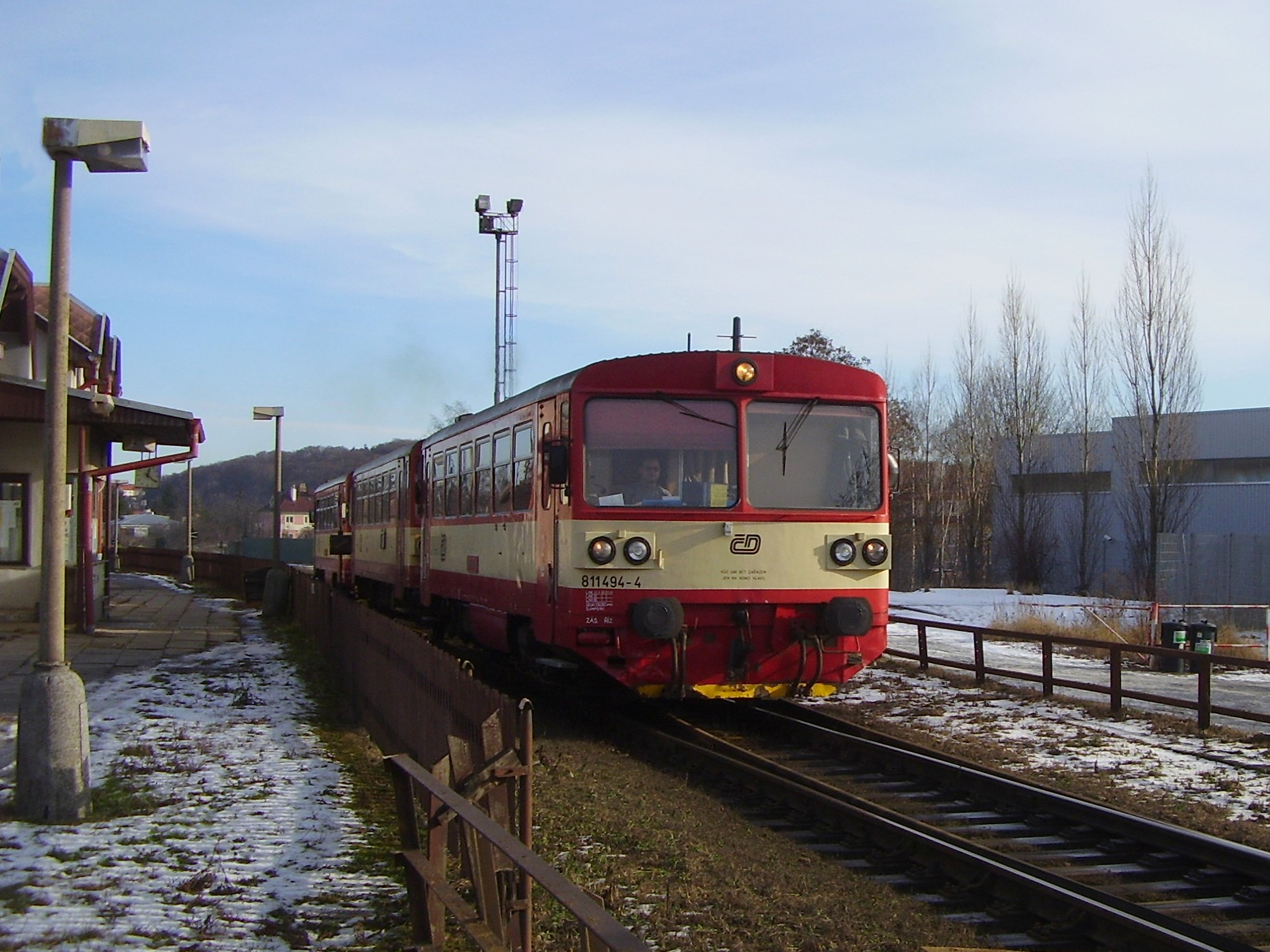
Vůz 811 na trati Praha – Rakovník na zhlaví stanice Praha-Ruzyně

K první velké modernizaci motorových vozů řady 810 se České dráhy odhodlaly v roce 1994 a zadaly ji šumperské firmě Pars DMN. Dva prototypové vozy označené novou řadou 811 (811.082 a 811.494 – vozům byla ponechána původní inventární čísla) byly dokončeny v roce 1997. Společně s nimi obdobnou rekonstrukci podstoupily i tři přípojné vozy řady 010, dva na řadu 011 a jeden na řadu 014 (v roce 2007 změněn na řadu 016), a byla tak vytvořena prototypová souprava 811 + 011 + 014 + 011 + 811.
Do zkušebního provozu byla celá souprava uvedena ve Valašském Meziříčí v únoru 1997, kde jezdila až do roku 2003 (stále v rámci zkušebního provozu). Poté byl provedeny určité úpravy související s vydáním průkazu způsobilosti a souprava byla převedena do Rakovníka, kde se nacházela ještě v roce 2008.
V rekonstrukcích na řadu 811 se dále nepokračovalo, některých zkušeností z této přestavby bylo později využito při modernizaci motorového vozu řady 810 na 812, provedenou firmou Pars nova v roce 2001.
Motorový vůz 811.494 byl v roce 2012 přestavěn na hnací vůz motorové jednotky Regionova, konkrétně 814.198. Druhý z vozů 811.082 byl odstaven a v květnu 2020 odvezen na železniční hřbitov do České Třebové a v roce 2021 byl sešrotován.